# El Grado
El Grado é um município da Espanha na província de Huesca, comunidade autónoma de Aragão, de área 63,77 km² com população de 509 habitantes (2007) e densidade populacional de 7,99 hab/km².
Desde o século XI, os habitantes de El Grado dirigem-se a Torreciudad para pedir favores, dar graças ou, simplesmente, manifestar o seu amor à  Virgem de Torreciudad.
As suas ruas possuem um traçado muçulmano, destacando-se a sua rua Mayor fechada por dois arcos pontiagudos, e a igreja de San Salvador.

## Demografia
| Variação demográfica do município entre 1991 e 2004 | Variação demográfica do município entre 1991 e 2004 | Variação demográfica do município entre 1991 e 2004 | Variação demográfica do município entre 1991 e 2004 |
| --------------------------------------------------- | --------------------------------------------------- | --------------------------------------------------- | --------------------------------------------------- |
| 1991                                                | 1996                                                | 2001                                                | 2004                                                |
| 590                                                 | 586                                                 | 518                                                 | 511                                                 |